# Tereziny Dary
Tereziny Dary (německy Theresiengab) je vesnice, část obce Lískovice v okrese Jičín. Nachází se asi 2,5 km na západ od Lískovic. V roce 2009 zde bylo evidováno 53 adres. V roce 2001 zde trvale žilo 68 obyvatel.
Tereziny Dary je také název katastrálního území o rozloze 1,62 km².
Vesnice byla založena v roce 1777 za raabizace a byla pojmenována na počest Marie Terezie. Ve vesnici se nachází socha sv. Václava od Jana Suchardy z roku 1864, socha Madony s Ježíškem od Václava Bydžovského z roku 1895 a památník obětem 1. světové války.